# 74

## Події
- Консули Риму: Веспасіан і його син Тит.
- Намісник Британії — Секст Юлій Фронтін.
- Цар Кілікії — Полімон II.
- Гней Пінарій Корнелій, намісник Верхньої Германії відкрив дорогу між Аргенотарумом та приєднаним до Римської імперії Шварцвальдом.

## Померли
- Марк Антоній Полемон II Піфодор Філогерманік Філопатор — останній цар Понту і Колхіди у 38—63 роках, цар Боспору у 38-41 роках, Кілікії у 38-74 роках.